# Geneva (Flórida)
Geneva é uma Região censo-designada localizada no estado americano de Flórida, no Condado de Seminole.

## Demografia
Segundo o censo americano de 2000, a sua população era de 2601 habitantes.

## Geografia
De acordo com o United States Census Bureau tem uma área de
32,2 km², dos quais 29,5 km² cobertos por terra e 2,7 km² cobertos por água. Geneva localiza-se a aproximadamente 13 m acima do nível do mar.

## Localidades na vizinhança
O diagrama seguinte representa as localidades num raio de 24 km ao redor de Geneva.